# NGC 2563
NGC 2563是位于巨蟹座的一个星系。它的赤经为：820.6，赤纬为：21° 4′，大小：2.3′。